# Edgardo Codesal Méndez
Edgardo Enrique Codesal Méndez (Montevideo, 2 giugno 1951) è un ex arbitro di calcio messicano di origini uruguayane.
È famoso soprattutto per aver arbitrato la finale del campionato mondiale di calcio 1990 tra la Germania Ovest e l'Argentina, suscitando numerose polemiche sulla direzione della gara.

## Carriera
Pur essendo nato in Uruguay, Codesal Méndez ha rappresentato il suo paese adottivo, il Messico, in qualità di arbitro di calcio. Diventa arbitro internazionale della FIFA nel 1985, fino al 1990. Oltre ad essere stato convocato per i campionati mondiali di calcio del 1990 in Italia, nella sua carriera ha preso parte anche all'edizione iridata del 1986 in Messico in qualità di guardalinee, ai mondiali di calcio Under-20 in Unione Sovietica nel 1985 e alle Olimpiadi di Seoul nel 1988. Nella veste di dirigente, è stato direttore degli arbitri della CONCACAF, capo arbitro durante i campionati mondiali di calcio femminile del 1999 negli Stati Uniti e membro del comitato arbitri durante i Mondiali Under 20 in Nigeria, la Confederations Cup in Messico e i Mondiali Under 17 in Nuova Zelanda.

### Mondiale 1990
Al Mondiale 1990 Codesal Méndez esordì arbitrando la gara tra Italia e Stati Uniti, durante la seconda giornata della fase a gironi. La gara venne vinta dagli azzurri per 1-0 con rete di Giuseppe Giannini e, al 33° del primo tempo, l'arbitro concesse un calcio di rigore alla formazione italiana, poi sbagliato da Gianluca Vialli che colpì il palo. Codesal Méndez diresse poi il quarto di finale tra Inghilterra e Camerun. Durante la partita, l'arbitro messicano assegnò tre calci di rigore, tutti messi a segno: il primo fu segnato dal Camerun, che pareggiò l'incontro portandosi sull'1-1, mentre gli altri due furono segnati dall'Inghilterra, che ribaltarono il risultato dal 2-1 per gli africani al 3-2 per gli europei, che guadagnarono così l'accesso alle semifinali.
Codesal Méndez fu infine designato per arbitrare la finale fra Germania Ovest e Argentina. In quell'occasione fu aspramente criticato per aver dapprima negato un rigore alla Germania per un fallo commesso da Goycochea ai danni di Klaus Augenthaler, poi per averne negato perfino due all'Argentina per due falli commessi in area su Gustavo Dezotti e Gabriel Calderón e per aver infine assegnato un calcio di rigore molto dubbio alla Germania per un intervento di Néstor Sensini ai danni di Rudi Völler all'84º minuto. Il rigore, messo a segno da Andreas Brehme, consentì ai tedeschi di vincere la partita e, di conseguenza, il terzo titolo mondiale di calcio nella loro storia.
In quell'occasione, inoltre, il fischietto messicano fu il primo arbitro in assoluto ad aver espulso un calciatore in una finale della Coppa del Mondo, mostrando il cartellino rosso agli argentini Pedro Monzón e Gustavo Dezotti: Monzón venne espulso per aver commesso un duro tackle su Jürgen Klinsmann, mentre Dezotti venne mandato negli spogliatoi verso la fine della partita per aver litigato con Jürgen Kohler. Infine, nel 2020, dichiarò in un'intervista alla radio uruguaiana Tirando Paredes che avrebbe potuto espellere Maradona per il suo insulto durante l'esecuzione dell'inno argentino, ma preferì gestire diversamente quel tipo di situazione, e che inoltre subì, nel corso della partita, l'accusa di "Inviato della Fifa" da parte del Pibe de Oro (in occasione del rosso a Monzón) per far perdere la Nazionale Argentina.

## Dopo il ritiro
La carriera arbitrale di Codesal Méndez terminò subito dopo il Campionato mondiale di calcio 1990. Negli anni a seguire fu insultato ripetutamente in Argentina a causa della sua controversa direzione arbitrale nella finale di Italia 90. Attualmente è membro del comitato arbitri della FIFA.